# Melkior Grodziecki
Melkior Grodziecki (Cieszyn, oko 1582. – Košice, 7. rujna 1619.), poljski isusovac, mučenik i svetac.

## Životopis
Rođen je u Cieszynu u plemićkoj obitelji Grodski. Školovao se u isusovačkoj školi u Beču. 1603. je ušao u isusovački novicijat u Brnu. Kako bi mogao poučavati u srednjim školama, on je proveo godinu dana u sjemeništu u Českim Budějovicama. 1608. odlazi u Kłodzko kako bi završo školovanje u glazbi. Diplomirao je filozofiju i teologiju u Pragu i 1614. se zaredio za svećenika.  
Nakon izbijanja Tridesetogodišnjeg rata, bio je poslan u Košice s kolegom Stjepanom Pongráczom. Njihov je plodonosni rad ojačao svijest katolika, ali i izazvao bijes kalvina. Tako su kalvini potakli narod na bunu optuživši lažno katolike, da su 13. srpnja 1619., izazvali požar u gradu. Tada se u Košicama s isusovcima nalazio i sveti Marko Križevčanin. U tim teškim trenucima htjeli su zajedno pomoći katolicima u gradu. No kad je zapovjednik kalvinske vojske Juraj Rákóczi, 3. rujna 1619. sa svojim hajducima ušao u Košice, odmah su zatvorili trojicu katoličkih svećenika. Kroz 3 dana nisu im dali ni jesti ni piti. Okrutno su ih mučili i pogubili.
Kad su mjesni kalvini čuli kako su okrutno mučili tu trojicu katoličkih svećenika, zbunjeni su priznali da nisu zaslužili takav barbarski postupak. Vijest je o mučeništvu kao munja prohujala Ugarskom. Knez Bethlen nije ipak dopustio - iako su mu bile upravljene mnoge molbe - da mučenici budu dostojno i s počastima sahranjeni. Dopustit će to 6 mjeseci kasnije na molbu palatinove žene Kataline Pálffy. 
Relikvije Melkiora Grodzieckog nalaze se u uršulinskoj crkvi u Trnavi. Kanonizacija trojice košičkih mučenika dogodila se 2. srpnja 1995. u Košicama, u Slovačkoj. Spomendan sv. Melkiora je 7. rujna.